# Salvar las apariencias
Salvar las apariencias. Un estudio sobre idolatría (en inglés Saving the Appearances. A Study in Idolatry) es un ensayo de 1957 del filósofo, poeta y ensayista inglés Owen Barfield.

## Sinopsis
Tomando fuentes tan diversas como la mitología, la historia, la filosofía, la literatura, la teología y la ciencia, Owen Barfield presenta un recorrido a través de la evolución de la consciencia, desde el Antiguo Testamento y Grecia hasta la ciencia moderna, señalando que el mundo que experimentamos es resultado del desarrollo de nuestra consciencia participante y de su cocreación simultánea.
Barfield investigó la historia evolutiva de las palabras, no tanto respecto a la evolución de las mismas sino que estudió la evolución a través o en las palabras. La evolución de las palabras que en sí mismas nos hablaban de la evolución de la consciencia humana. Podemos seguirle el rastro a distintas formas de consciencia persiguiendo a las palabras, a las ideas o a los conceptos.